# Leptoceras
Leptoceras é um género botânico de plantas geófitas pertencente à família das orquídeas, ou Orchidaceae, endêmico do sul e sudoeste da Austrália, entre onde ocorre até 400 metros de altitude. É o único gênero da subtribo Caladeniinae que tem as folhas quase lisas, isto é, quase sem pilosidades, e flores de pétalas clavadas recobertas por glândulas avermelhadas. Só existe uma espécie deste gênero, a Leptoceras menziesii. Florescem no fim de inverno e começo da primavera.

## Publicação e Sinônimos
- Leptoceras (R.Br.) Lindl., Sketch Veg. Swan R.: 53 (1840).

Espécie tipo:
- Caladenia menziesii R.Br., Prodr. Fl. Nov. Holl.: 325 (1810).

Sinônimos:
- Caladenia sect  Leptoceras R.Br., Prodr. Fl. Nov. Holl.: 325 (1810).

## Espécies
- Leptoceras menziesii (R.Br.) Lindl., Gen. Sp. Orchid. Pl.: 416 (1840).

Sinônimos homotípicos:
- Caladenia menziesii R.Br., Prodr. Fl. Nov. Holl.: 325 (1810).

Sinônimos heterotípicos:
- Caladenia macrophylla R.Br., Prodr. Fl. Nov. Holl.: 325 (1810).
- Leptoceras macrophylla (R.Br.) Lindl., Gen. Sp. Orchid. Pl.: 416 (1840).

- Leptoceras oblonga Lindl., Sketch Veg. Swan R.: 53 (1840).

- Caladenia menziesii var. alba Guilf., Austral. Pl. Parks: 89 (1911).